# John Hughlings Jackson
John Hughlings Jackson, FRS (4 de abril de 1835 – 7 de outubro de 1911) foi um neurologista inglês. É mais conhecido por suas pesquisas sobre epilepsia.

## Biografia
Ele nasceu em Providence Green, Green Hammerton, perto de Harrogate, Yorkshire, sendo o filho mais novo de Samuel Jackson, cervejeiro e yeoman que possuía e cultivava suas terras, e de Sarah Jackson (nascida Hughlings), filha de um coletor de impostos galês. Sua mãe morreu pouco mais de um ano após o parto. Tinha três irmãos e uma irmã; seus irmãos emigraram para a Nova Zelândia e sua irmã se casou com um médico. Ele foi educado em Tadcaster, Yorkshire, e em Nailsworth, Gloucestershire, antes de frequentar a York Medical and Surgical School. Após concluir sua formação no St Barts em 1856, tornou-se médico interno no York Dispensary.
Em 1859, retornou a Londres para trabalhar no Metropolitan Free Hospital e no London Hospital. Em 1862, foi nomeado Assistente de Clínicas, depois (1869) Clínico efetivo no National Hospital for Paralysis and Epilepsy localizado em Queen Square, Londres (hoje National Hospital for Neurology and Neurosurgery), bem como Clínico (1874) no London Hospital. Nesse período, consolidou sua reputação como neurologista. Em 1878, foi eleito Fellow of the Royal Society.

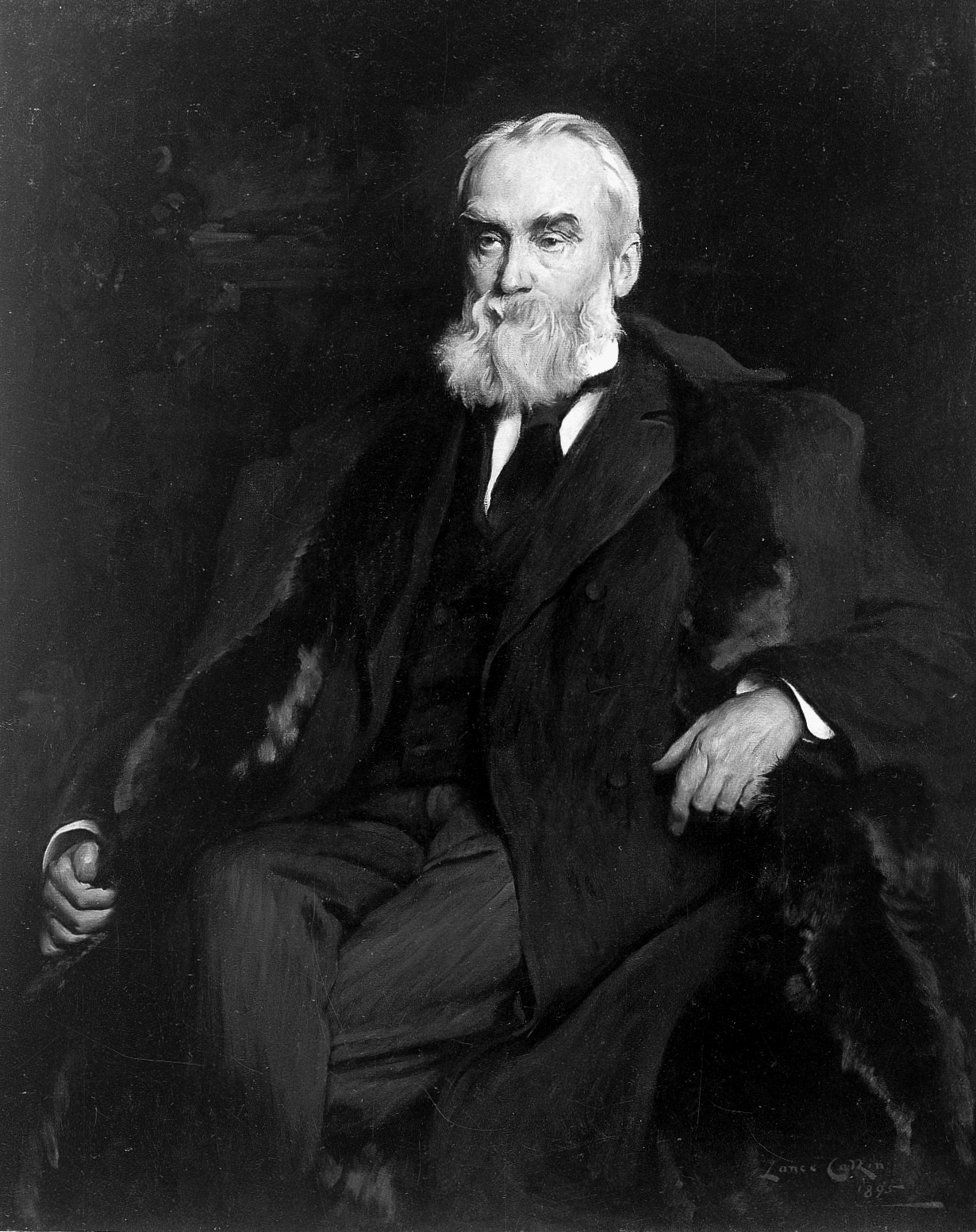
Retrato de John Hughlings Jackson por Lance Calkin

Jackson morreu em Londres em 7 outubro 1911 e foi sepultado no lado oeste do Highgate Cemetery. Ele era ateu. O prédio da Hull York Medical School na University of York recebeu seu nome em homenagem a ele.

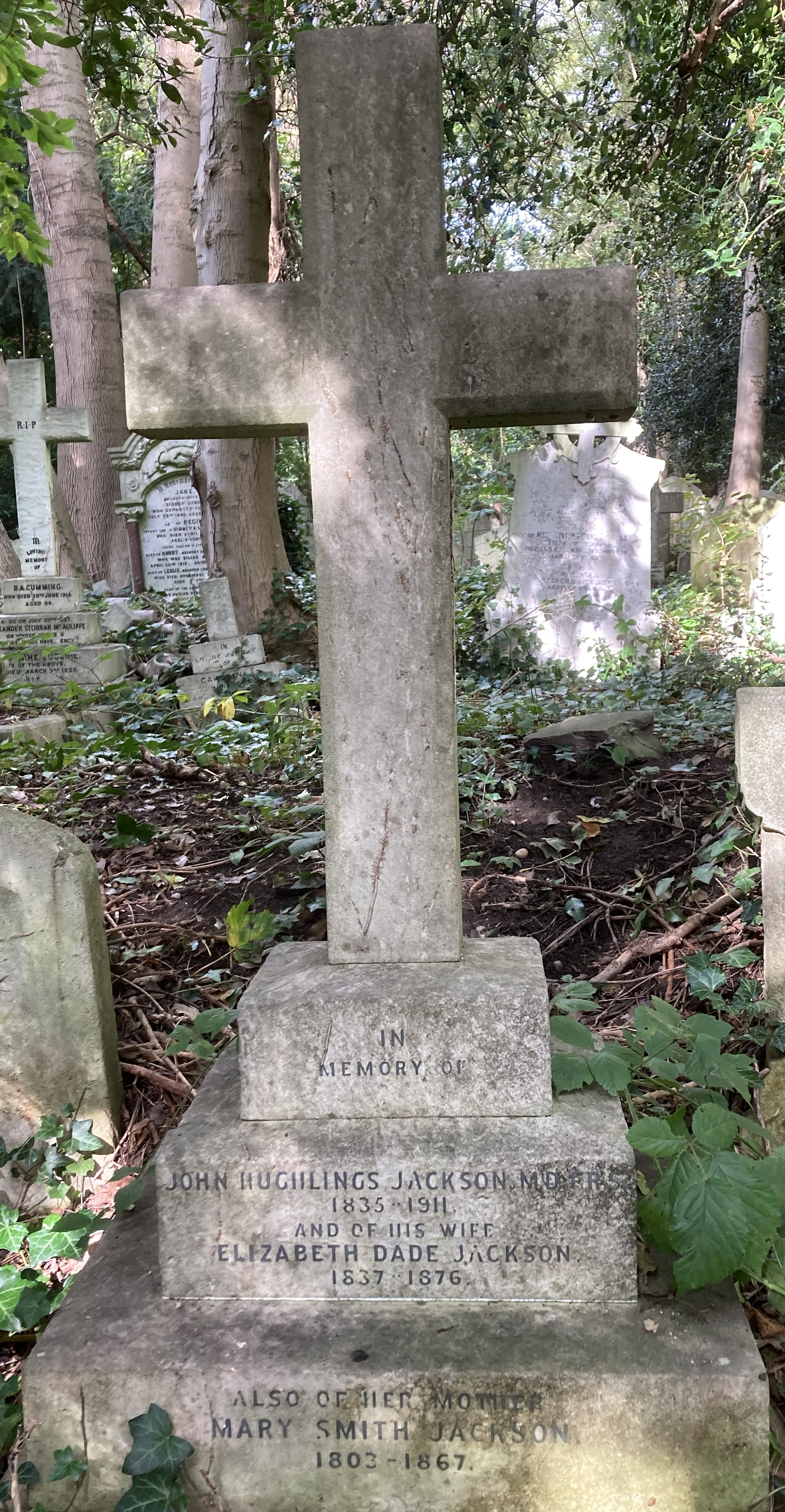
Túmulo de John Hughlings Jackson no Highgate Cemetery

## Ciência e pesquisa
Jackson foi um pensador inovador e escritor prolífico e claro, embora às vezes repetitivo. Embora seu campo de interesses fosse amplo, é mais lembrado por suas contribuições pioneiras para o diagnóstico e compreensão da epilepsia em todas as suas formas e complexidades. Seu nome está ligado, de forma epônima, à “marcha” característica (The Jacksonian March) de sintomas em crises epilépticas focais motoras, e ao chamado “estado onírico” (dreamy state) das convulsões psicomotoras de origem no lobo temporal. Seus artigos sobre essa forma de epilepsia do lobo temporal raramente foram superados em detalhamento clínico descritivo ou em análise das relações entre epilepsia psicomotora e vários padrões de automatismo patológico, além de outros distúrbios mentais e comportamentais.
Jackson também pesquisou afasia, observando que algumas crianças afásicas conseguiam cantar, mesmo tendo perdido a capacidade de fala voluntária. Ele também estudou os tipos de perda de linguagem em pacientes com lesão no hemisfério esquerdo, incluindo frases fixas como “Good bye” e “Oh, dear.”
Na juventude, Jackson se interessou por questões conceituais e, acredita-se que, em 1859, considerou abandonar a medicina para dedicar-se à filosofia. Assim, parte importante de seu trabalho envolveu a organização evolucionária do sistema nervoso, para a qual propôs três níveis: um inferior, um intermediário, e um superior. No nível mais baixo, os movimentos estariam representados em sua forma menos complexa; esses centros ficam na medula e na medula espinhal. O nível intermediário consiste na chamada área motora do córtex, e o mais elevado localiza-se na área pré-frontal.
Os centros mais elevados inibiam os inferiores e, portanto, lesões ali causavam sintomas “negativos” (pela ausência de função). Já os sintomas “positivos” eram causados pela liberação funcional dos centros inferiores. Esse processo Jackson chamou de “dissolução”, termo que ele tomou emprestado de Herbert Spencer. A distinção “positivo-negativo” ele tomou de Sir John Reynolds.
Psiquiatras e psicólogos continentais (por exemplo, Théodule Ribot, Pierre Janet, Sigmund Freud, Henri Ey) foram mais influenciados pelas ideias teóricas de Jackson do que seus colegas britânicos. Durante a década de 1980, a distinção “positivo-negativo” foi introduzida em relação aos sintomas da esquizofrenia.
Ele foi um dos poucos médicos a proferir as palestras Goulstonian (1869), Croonian (1884) e Lumleian (1890) para o Royal College of Physicians. Também realizou a Hunterian Oration de 1872 na Hunterian Society.

### Metodologia
Jackson não podia recorrer a tecnologias modernas de investigação neurofuncional (ainda não inventadas), tendo de confiar em sua capacidade de observação clínica, lógica dedutiva e dados de autópsia. Alguns de seus sucessores eminentes no campo da neurologia britânica foram críticos de várias de suas teorias e conceitos; mas, como observou Sir Francis Walshe em 1943 a respeito de sua obra, “... quando se descarta tudo que está obsoleto ou irrelevante, permanece um valioso tesouro de insight fisiológico que não podemos ignorar.”
Na pesquisa de Otfrid Foerster sobre o córtex motor, ele cita exclusivamente Hughlings Jackson (embora sem provas) como o primeiro a descobrir o cérebro como fonte de sinalização neurológica motora.

## Contribuições
Juntamente com seus amigos Sir David Ferrier e Sir James Crichton-Browne, dois eminentes neuropsiquiatras de sua época, Jackson foi um dos fundadores do importante periódico Brain, dedicado à interação entre neurologia experimental e clínica (publicado até hoje). Sua primeira edição saiu em 1878.
Em 1892, Jackson foi um dos membros fundadores da National Society for the Employment of Epileptics (atualmente National Society for Epilepsy), ao lado de Sir William Gowers e Sir David Ferrier.
Oliver Sacks citou Jackson repetidas vezes como inspiração em seu trabalho neurológico.